# Psychotria fluviatilis
Psychotria fluviatilis är en måreväxtart som beskrevs av Woon Young Chun och Wei Chiu Chen. Psychotria fluviatilis ingår i släktet Psychotria och familjen måreväxter. Inga underarter finns listade i Catalogue of Life.